# Władysław Raginis

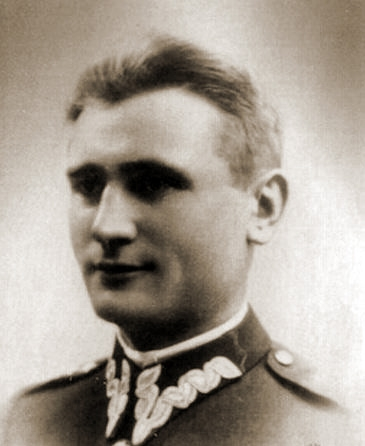
Władysław Raginis

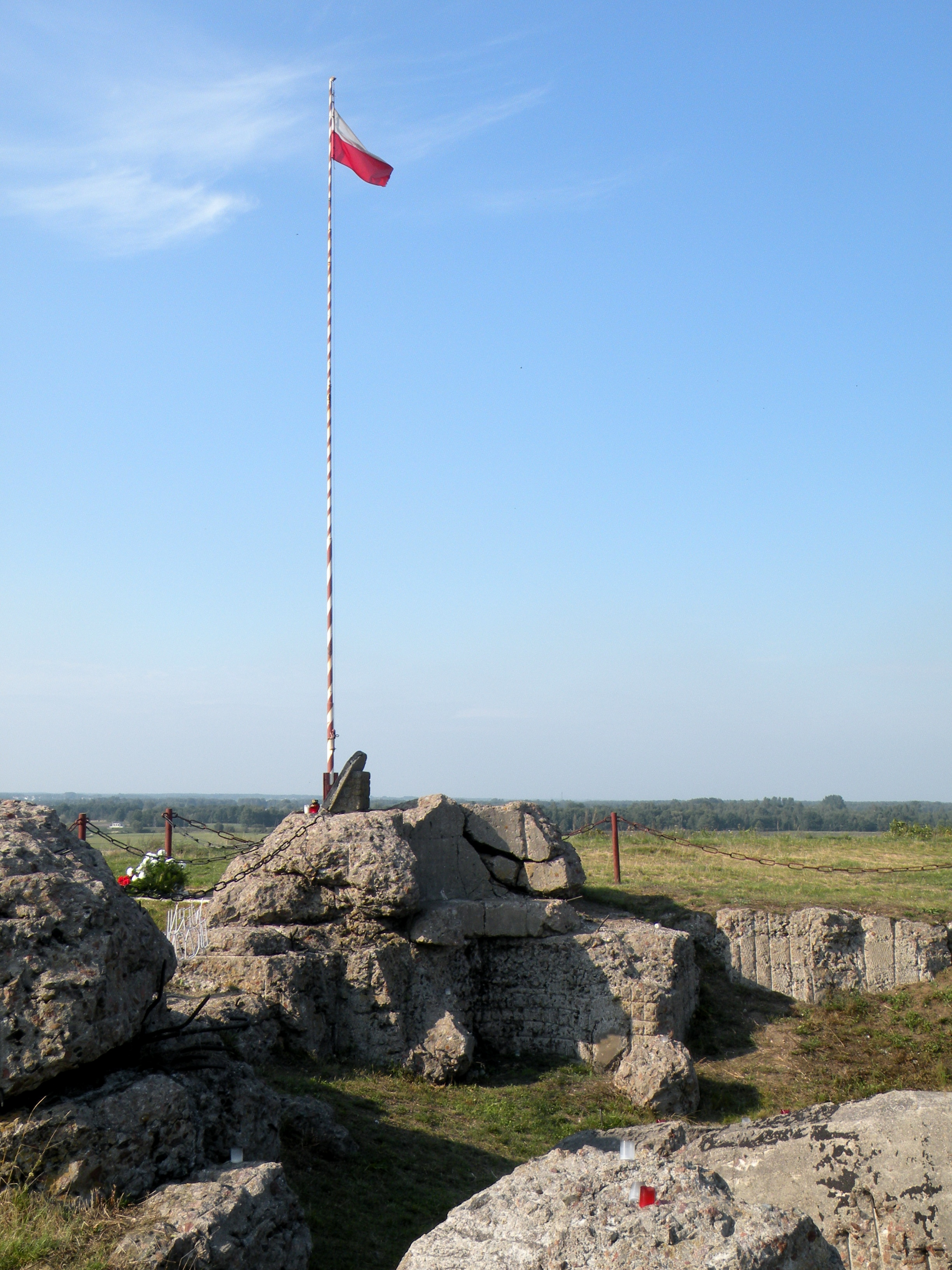
Strękowa Góra, die Ruinen des Bunkers, der Todesort von Kapitän Władysław Raginis

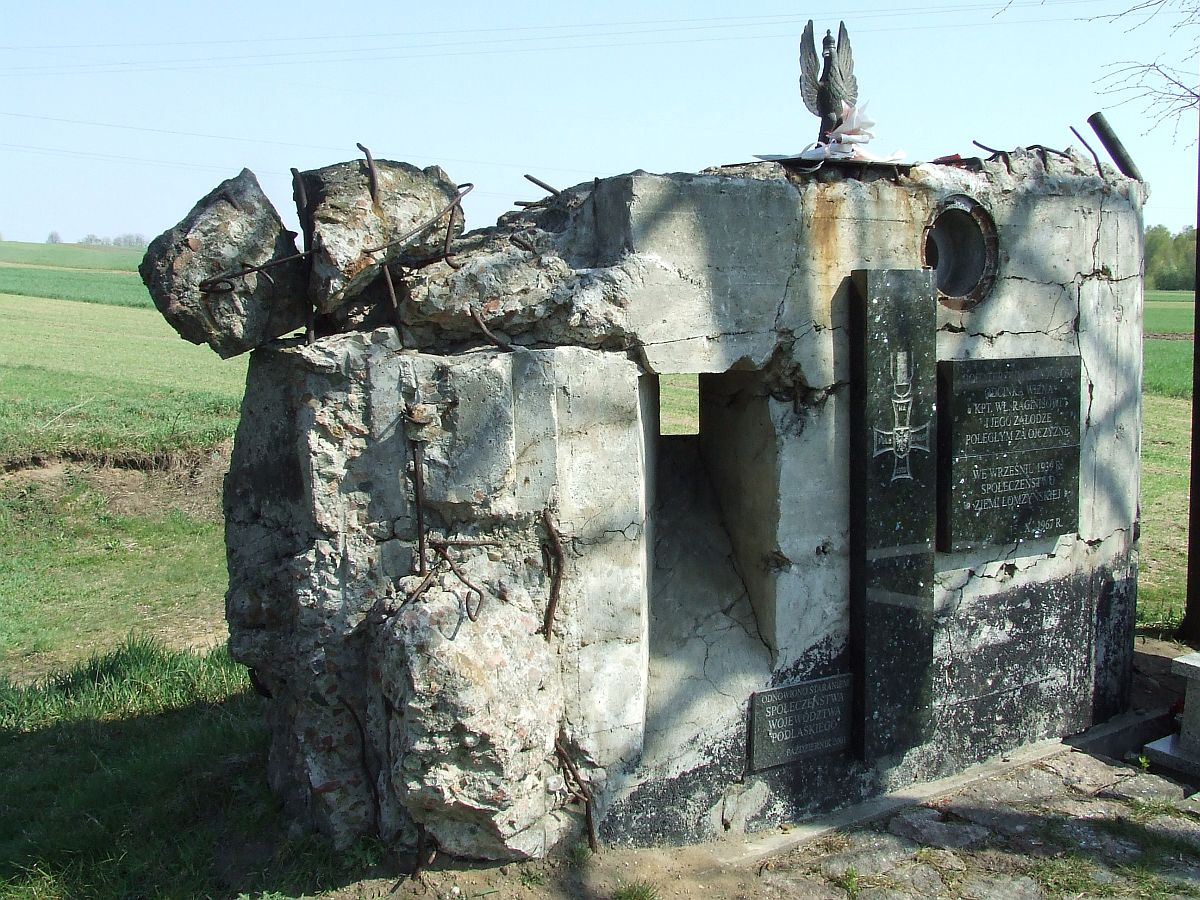
Gedächtnistafel zu Ehren der Verteidiger an den Überresten der Bunkeranlage

Władysław Raginis (* 27. Juni 1908 in Dünaburg, Lettland; † 10. September 1939 bei Wizna) war ein polnischer Hauptmann der Armee in den ersten Tagen des Zweiten Weltkriegs.
Raginis wurde bekannt als Befehlshaber der Befestigungslinie bei Wizna während des deutschen Überfalls auf Polen und leistete dort der deutschen Wehrmacht drei Tage Widerstand. Die Stellungen seiner Einheiten wurden unter anderem von der deutschen 10. Panzer-Division unter Generalleutnant Ferdinand Schaal und dem XIX. Panzerkorps von General der Panzertruppe General Guderian angegriffen. Während der gesamten Kampfdauer vom 8. bis 10. September 1939 wurden die polnischen Stellungen zusätzlich durch die deutsche Luftwaffe angegriffen. Die Stärke der deutschen Verbände wird mit 42.000 Soldaten sowie 350 Panzern beziffert. Außerdem verfügte die deutsche Armee über eine gewaltige Artillerie- und Luftunterstützung. Demgegenüber standen nur 720 polnische Verteidiger, die vergleichsweise auch nur schwach bewaffnet waren, denn den Polen standen nur sechs leichte Geschütze, 42 Maschinengewehre und zwei panzerbrechende Gewehre zur Verfügung. Die polnischen Stellungen wurden am 10. September nach erbitterten Kämpfen von den Deutschen eingenommen. Durch den enormen Widerstand wurde der deutsche Vormarsch in diesem Gebiet erheblich verzögert. Als letzter Widerstand ist der Bunker von Hauptmann Raginis gefallen. Die polnischen Verteidiger gaben erst auf, als Guderian mit der Erschießung von Geiseln drohte.
Zum Symbol der Verteidigung wurde der Befehlshaber der Stellung, der seinen Soldaten des letzten Bunkers die Kapitulation befahl, während er selbst in seiner Stellung blieb und mit einer Handgranate drei deutsche, den Bunker stürmende Soldaten und sich selbst tötete, denn er hatte vorher seiner Mannschaft das Versprechen gegeben, dass er im Falle einer Niederlage die Stellung nicht lebend verlassen werde.
Die Verteidigung der Wizna Stellung ist auf Grund des Kräfteverhältnisses charakteristisch für den Beginn des zweiten Krieges. Nach dem Krieg wurde eine Gedächtnistafel zu Ehren der Verteidiger mit folgendem Text errichtet: „Sag dem Vaterland, dass wir bis zum Schluss gekämpft und unsere Pflicht getan haben“.
Am 10. September 2011 wurden die exhumierten sterblichen Überreste von Hauptmann Raginis und Oberleutnant Stanisław Brykalski an den Ruinen des Bunkers Strękowa Góra feierlich beigesetzt.